# 渭门镇
渭门镇，原为渭门乡，是中华人民共和国四川省阿坝藏族羌族自治州茂县下辖的一个乡镇级行政单位。2019年12月，撤销渭门乡、永和乡,设立渭门镇,以原渭门乡和原永和乡所属行政区域为渭门镇的行政区域。

## 行政区划
渭门镇下辖以下地区：
椒园村、渭门关村、核桃沟村、十里沟村、德胜寨村和榴桐寨村。